# Боу (приток Орда)
Бо́у (англ. Bow River) — река в Австралии. Левобережный приток водохранилища Аргайл в среднем течении реки Орд. Протекает по территории Кимберли на северо-востоке штата Западная Австралия.
Длина реки составляет 148 км.
Боу начинается на территории резервации, располагающейся к востоку от Бедфорд-Даунса. Генеральным направлением течения реки является северо-восток. В среднем течении принимает слева крупнейший приток — реку Уилсон. Впадает в водохранилище Аргайл с южной стороны около Лиссаделла.
Река названа в 1882 году скотоводом М. П. Дьюраком, в честь одноимённой реки фамильной родины в Ирландии.